# Guy Lafond de Saint-Mur
Pour les articles homonymes, voir Lafond.
Guy Lafond de Saint-Mur est un homme politique français né le 8 décembre 1817 à La Roche-Canillac où il est mort le 15 avril 1898.

## Biographie
Conseiller de préfecture, il est secrétaire général de la préfecture de la Corrèze de 1847 à 1857. Il est député de la Corrèze de 1857 à 1870, élu comme candidat officiel et soutenant le régime. En 1876, il est élu sénateur de la Corrèze et siège au groupe bonapartiste de l'Appel au peuple. Il est réélu sénateur en 1885, mais comme candidat républicain.
 Battu en 1894, il quitte la vie politique.

## Sources
- « Guy Lafond de Saint-Mur », dans Adolphe Robert et Gaston Cougny, Dictionnaire des parlementaires français, Edgar Bourloton, 1889-1891 [détail de l’édition]
- « Guy Lafond de Saint-Mur », dans le Dictionnaire des parlementaires français (1889-1940), sous la direction de Jean Jolly, PUF, 1960 [détail de l’édition]